# Sarpsborg FK
Sarpsborg FK ist ein Fußballverein aus Sarpsborg in Norwegen. Der Verein wurde 1903 gegründet und spielte von 1948/49 bis 1956/57, 1963 bis 1972 und 1974 in der norwegischen  1. Liga. 1970 spielte der Klub das einzige Mal international.
Erfolgreicher war der Verein im norwegischen Pokal. Dort wurde sechsmal der Titel gewonnen (1917, 1929, 1939, 1948, 1949, 1951).
2000 hieß der Verein nach einem Zusammenschluss mit mehreren Klubs Sarpsborg Fotball.

## Europapokalbilanz
| Saison  | Wettbewerb        | Runde    | Gegner       | Gesamt | Hin     | Rück    |
| ------- | ----------------- | -------- | ------------ | ------ | ------- | ------- |
| 1970/71 | Messestädte-Pokal | 1. Runde | Leeds United | 0:6    | 0:1 (H) | 0:5 (A) |

Gesamtbilanz: 2 Spiele, 2 Niederlagen, 0:6 Tore (Tordifferenz −6)